# Oxyrhopus occipitalis
Espèce
Synonymes
- Natrix occipitalis Wied-Neuwied, 1824

Statut de conservation UICN

 LC  : Préoccupation mineure
Oxyrhopus occipitalis  est une espèce de serpents de la famille des Dipsadidae.

## Répartition
Cette espèce se rencontre :
- au Brésil ;
- au Guyana ;
- au Suriname ;
- au Venezuela ;
- en Colombie.
- en Guyane française

## Publication originale
- Wied-Neuwied, 1824 : Serpentum Brasiliensium species novae, ou histoire naturelle des espèces nouvelles de serpens. in Jean de Spix, Animalia nova sive species novae, p. 1-75 (texte intégral).